# Сребърна пилея
Сребърна пилея (Pilea cadierei), известна още като алуминиева пилея или динена пилея, е вид цъфтящо растение от рода пилея и семейство Копривови (Urticaceae). По произход е от Китай (провинции Гуейджоу и Юнан) и Виетнам. Специфичният епитет cadierei се отнася до ботаника от 20 век R.P. Cadière. Печели наградата на Кралското градинарско общество за градински заслуги.

## Култивиране
С минимална температура от 15° C сребърната пилея се отглежда като стайно растение в умерените райони поради декоративните си листа и лесното вегетативно размножаване чрез резници.
Важни съставки са алкалоидите. Всички надземни части на растението са токсични и животните могат да се отровят с него.